# Juan Bosch
Juan Emilio Bosch Gaviño (La Vega, 30 juni 1909 - Santo Domingo, 1 november 2001) was een Dominicaans politicus, historicus, kortverhalenschrijver, essayist en opvoeder. Hij was oprichter van verschillende politieke partijen en in 1963 korte tijd president van de Dominicaanse Republiek.

## Privéleven
In 1934 trouwde hij met Isabel García en kreeg twee kinderen met haar: Léon en Carolina. Rafael Trujillo's dictatuur werd steeds sterker en agressiever. Bosch belandde om zijn politieke ideeën in de gevangenis, enkele maanden later werd hij weer vrijgelaten. In 1938, wetende dat de dictator hem wilde omkopen met een positie in het congres, slaagde Bosch erin om het land te verlaten en zich in Puerto Rico te vestigen.

## Politieke ambities
Tijdens deze ballingschap was hij meer dan 25 jaar de leider van de Dominicaanse oppositie tegen het dictatoriale regime van Rafael Trujillo. In 1939 was hij de oprichter van de Partido Revolutionario Dominicano (PRD) (Dominicaanse Revolutionaire Partij).
Na de eerste verkiezingen zonder malversaties werd hij in 1963 tot president gekozen. Zijn zittingsperiode als president van de Dominicaanse Republiek was echter van korte duur, door de coup van een militair triumviraat. Hij boycotte de presidentsverkiezingen van 1970 georganiseerd door toenmalig president Balaguer, die gekenmerkt werden door fraude en een lage opkomst.
Na ruim dertig jaar actief te zijn geweest voor de PRD, scheidde Bosch zich in 1973 van de partij af wegens ideologische meningsverschillen. Vervolgens richtte hij, met bijzondere medewerking van Danilo Medina, de Partido Liberación Dominicana (PLD) (Dominicaanse Bevrijdingspartij) op. Als partijleider deed Bosch tussen 1978 en 1994 vijf keer op rij mee aan de presidentsverkiezingen, maar slaagde er geen enkele keer in te winnen. Wel was hij er in 1990 dichtbij, toen hij ruim 33% van de stemmen kreeg tegen ruim 35% voor de zittende president Balaguer (PRSC). In 1994 ging Bosch met pensioen.

## Herinnering
Bosch overleed in 2001 op 92-jarige leeftijd. Hij wordt herinnerd als een eerlijk politicus en beschouwd als een van de meest prominente schrijvers in de Dominicaanse literatuur. In de geschiedenis van het land was de periode onder zijn leiding een van de meest democratische. Hij zette een proces van verandering en modernisering in en dit proces werd later voortgezet in de PLD-regeringen onder leiding van Leonel Fernández en evenzo onder Danilo Medina.
- Biblioteca Nacional de España: XX834973
- Bibliothèque nationale de France: cb12038132w (data)
- Catàleg d'autoritats de noms i títols de Catalunya: 981058521616906706
- CiNii: DA09470047
- Gemeinsame Normdatei: 118935615
- International Standard Name Identifier: 0000 0001 2148 3708
- Library of Congress Control Number: n82128027
- Nationale Bibliotheek van Letland: 000119596
- Nationale Bibliotheek van Tsjechië: jx20091022001
- Nationale Bibliotheek van Israël: 987007258930205171
- Nederlandse Thesaurus van Auteursnamen: 071490736
- Istituto Centrale per il Catalogo Unico: TO0V082002
- LIBRIS: 178758
- SNAC: w63b8n6s
- Système universitaire de documentation: 028572408
- Virtual International Authority File: 114640772
- WorldCat: E39PBJhhq3J6dDgVcq3wXMrcyd